# Wijken en buurten in Bronckhorst
De Nederlandse gemeente Bronckhorst is voor statistische doeleinden onderverdeeld in wijken en buurten. De gemeente is verdeeld in de volgende statistische wijken:
- Wijk 00 Hengelo (CBS-wijkcode:187600)
- Wijk 01 Zelhem (CBS-wijkcode:187601)
- Wijk 02 Vorden (CBS-wijkcode:187602)
- Wijk 03 Steenderen (CBS-wijkcode:187603)
- Wijk 04 Hummelo en Keppel (CBS-wijkcode:187604)

Een statistische wijk kan bestaan uit meerdere buurten. Onderstaande tabel geeft de buurtindeling met kentallen volgens het Centraal Bureau voor de Statistiek (2008):
| CBS-buurtcode | Buurtnaam                                      | Inwonertal | Opp. totaal (ha) | Opp. land (ha) | Ligging                |
| ------------- | ---------------------------------------------- | ---------- | ---------------- | -------------- | ---------------------- |
| BU18760000    | Hengelo                                        | 4620       | 158              | 158            | Locatie in de gemeente |
| BU18760001    | Keijenborg                                     | 1160       | 46               | 46             | Locatie in de gemeente |
| BU18760002    | Veldhoek                                       | 130        | 19               | 19             | Locatie in de gemeente |
| BU18760004    | Verspreide huizen Keijenborg                   | 500        | 592              | 592            | Locatie in de gemeente |
| BU18760005    | Verspreide huizen Dunsborg                     | 490        | 739              | 736            | Locatie in de gemeente |
| BU18760006    | Verspreide huizen Hengelo en Noordink          | 640        | 1158             | 1156           | Locatie in de gemeente |
| BU18760007    | Verspreide huizen Bekveld en Gooi              | 370        | 582              | 582            | Locatie in de gemeente |
| BU18760008    | Verspreide huizen Varssel                      | 350        | 942              | 942            | Locatie in de gemeente |
| BU18760009    | Verspreide huizen Zuidelijk bosgebied          | 150        | 686              | 682            | Locatie in de gemeente |
| BU18760100    | Zelhem                                         | 6040       | 200              | 200            | Locatie in de gemeente |
| BU18760101    | Halle                                          | 710        | 60               | 60             | Locatie in de gemeente |
| BU18760102    | Velswijk                                       | 320        | 14               | 14             | Locatie in de gemeente |
| BU18760103    | Verspreide huizen Zelhem                       | 1840       | 3394             | 3394           | Locatie in de gemeente |
| BU18760104    | Verspreide huizen Halle                        | 1490       | 2837             | 2830           | Locatie in de gemeente |
| BU18760105    | Verspreide huizen Velswijk                     | 830        | 1090             | 1089           | Locatie in de gemeente |
| BU18760200    | Vorden                                         | 5110       | 198              | 197            | Locatie in de gemeente |
| BU18760201    | Kranenburg                                     | 230        | 20               | 20             | Locatie in de gemeente |
| BU18760202    | Wichmond                                       | 460        | 39               | 38             | Locatie in de gemeente |
| BU18760203    | Verspreide huizen Vierakker                    | 240        | 424              | 418            | Locatie in de gemeente |
| BU18760204    | Verspreide huizen Wichmond                     | 280        | 595              | 590            | Locatie in de gemeente |
| BU18760207    | Verspreide huizen Linde, Mossel en Wildenborch | 780        | 2344             | 2328           | Locatie in de gemeente |
| BU18760208    | Verspreide huizen Grote Veld                   | 170        | 767              | 764            | Locatie in de gemeente |
| BU18760209    | Verspreide huizen Delden en Veldwijk           | 1240       | 2400             | 2382           | Locatie in de gemeente |
| BU18760300    | Steenderen                                     | 2070       | 93               | 93             | Locatie in de gemeente |
| BU18760301    | Bronkhorst                                     | 120        | 13               | 13             | Locatie in de gemeente |
| BU18760302    | Baak                                           | 600        | 39               | 39             | Locatie in de gemeente |
| BU18760303    | Olburgen                                       | 210        | 27               | 27             | Locatie in de gemeente |
| BU18760304    | Rha                                            | 80         | 48               | 48             | Locatie in de gemeente |
| BU18760305    | Toldijk                                        | 410        | 32               | 32             | Locatie in de gemeente |
| BU18760306    | Verspreide huizen Bakerwaard                   | 140        | 631              | 608            | Locatie in de gemeente |
| BU18760307    | Verspreide huizen Olburgen en Rha              | 90         | 564              | 479            | Locatie in de gemeente |
| BU18760308    | Verspreide huizen Baak                         | 600        | 1046             | 1039           | Locatie in de gemeente |
| BU18760309    | Verspreide huizen Toldijk                      | 520        | 1246             | 1243           | Locatie in de gemeente |
| BU18760310    | Verspreide huizen Steenderen                   | 280        | 1284             | 1252           | Locatie in de gemeente |
| BU18760400    | Hummelo                                        | 1060       | 34               | 34             | Locatie in de gemeente |
| BU18760401    | Hoog-Keppel                                    | 450        | 32               | 32             | Locatie in de gemeente |
| BU18760402    | Laag-Keppel                                    | 490        | 39               | 38             | Locatie in de gemeente |
| BU18760403    | Drempt                                         | 1030       | 42               | 42             | Locatie in de gemeente |
| BU18760404    | Achterdrempt                                   | 320        | 21               | 21             | Locatie in de gemeente |
| BU18760405    | Verspreide huizen ten noorden van Drempt       | 440        | 687              | 686            | Locatie in de gemeente |
| BU18760406    | Verspreide huizen Hummelo                      | 310        | 848              | 845            | Locatie in de gemeente |
| BU18760407    | Verspreide huizen Hummelo-Broek                | 120        | 385              | 381            | Locatie in de gemeente |
| BU18760408    | Verspreide huizen ten zuidoosten van Hummelo   | 180        | 735              | 728            | Locatie in de gemeente |
| BU18760409    | Verspreide huizen Hoog-Keppel                  | 50         | 379              | 379            | Locatie in de gemeente |
| BU18760410    | Verspreide huizen Oude IJsselgebied            | 120        | 1114             | 1064           | Locatie in de gemeente |